# Steyr Automotive
Steyr Automotive, tidigare MAN Truck & Bus dotterbolag i Österrike, är ett österrikiskt tillverkningsföretag med produktion av lastbilar i Steyr.
I sin nuvarande form bildades företaget 2021, när den österrikiske affärsmannen 1990 Sigfried Wolf (född 1957) köpte det genom sitt företag WSA Beteiligungs GmbH. Företaget hade under MAN omkring 1.900 anställda, och har därefter skurit ned till omkring 1.400 anställda.
Steyer Automotive kontraktstillverkar för bland andra MAN SE och Palfinger AG och planerar också att tillverka lastbilar i eget namn.

## Historik
Steyer Automotive har sina rötter i det 1864 grundade "Josef und Franz Werndl & Comp., Waffenfabrik und Sägemühle", från 1869 "Österreichische Waffenfabriks-Gesellschaft". Detta företag bytte 1926 namn till Steyr-Werke AG. År 1934 bildades Steyr-Daimler-Puch AG av Steyr-Werke och Austro-Daimler-Puchwerke.
MAN blev ägare 1990 och sålde 2021 företaget till Siegfried Wolf.